# Settat
Settat (Arabsky: سطات, siṭṭāt, Berbersky: ⵥⴻⵟⵟⴰⵜ, ẓeṭṭat) je město v Maroku ležící mezi hlavním městem Rabatem a městem Marrákeš. Settat se nachází asi 60 km jižně, od centra Casablanky. Město se nachází v regionu Casablanca-Settat a je hlavním a největším městem Provincie Settat. Podle sčítání lidu z roku 2014, tu žilo 142,250 obyvatel.

## Historie
Historie města sahá do 18. století, kdy marocký sultán Mulaj Ismail Ibn Sharif zbudoval kasbu na vrchu nad dnešním městem Settat. Od té doby díky své poloze mezi V 19. století se zde hromadně usadili maročtí Židé, kteří si poblíž Kasby vybudovali vlastní čtvrť Mellah. Na počátku 90. let 20. století byla v Settatu založena univerzita L'Université Hassan 1er de Settat, mezinárodní golfové hřiště a dostihová dráha. Od 70. let 20. století prochází Settat rozsáhlým urbanistickým plánováním a stává se významným regionálním centrem.

## Infrastruktura
Město leží na národní silnici N9 spojující Marrákeš s předměstím Casablanky. Od roku 2001 je město připojeno také k dálnici A3 spojující Agádír s Casablankou. Městem také prochází železniční trať spojující Marrákeš se severem Maroka.

## Partnerská města
- Burgos, Španělsko.
- Tours, Francie.
- La Celle Saint Cloud, Francie